# Горківське сільське поселення
Го́рківське сільське поселення (рос. Горковское сельское поселение) — сільське поселення у складі Шуришкарського району Ямало-Ненецького автономного округу Тюменської області Росії.
Адміністративний центр — село Горки.
Населення сільського поселення становить 1795 осіб (2017; 1973 у 2010, 1857 у 2002).

## Склад
До складу сільського поселення входять:
| Населений пункт   | Населення, осіб (2002) | Населення, осіб (2010) |
| ----------------- | ---------------------- | ---------------------- |
| Горки, село       | 1808                   | 1953                   |
| Кушеват, присілок | 0                      | -                      |
| Хашгорт, присілок | 49                     | 20                     |